# Helena Bjarnegård
Helena Maria Bjarnegård, född den 5 april 1969, är en svensk landskapsarkitekt och sedan 2018 Sveriges första ordinarie riksarkitekt, anställd av myndigheten Boverket.
Bjarnegård inledde studier i naturvetenskap vid Lunds universitet men flyttade till Sveriges Lantbruksuniversitet i Ultuna och Alnarp där hon utbildade sig till landskapsarkitekt. Hon var 1996–2009 verksam som landskapsarkitekt på bland annat White arkitekters stadsplanerings-landskapsavdelning i Göteborg, och 2009–2018 var hon stadsträdgårdsmästare i Göteborg. Helena Bjarnegård leder även ett nätverk inom internationella organisationen World Urban Parks.
År 2019 promoverades hon till agronomie hedersdoktor vid Sveriges lantbruksuniversitet. Hon är sedan 2023 ledamot  av Kungliga Ingenjörsvetenskapsakademin.